# José García de Villalta
José García de Villalta (n. Sevilla; 1801 - f. Atenas; 1846), periodista, gramático y escritor español.

## Biografía
Liberal, a la caída del Trienio Liberal (1820-1823) tuvo que emigrar a Portugal, Inglaterra, Francia y Suiza (1824). Tras la Década ominosa (1834) retorna con los demás liberales a la muerte de Fernando VII, pero es acusado de participar en una conspiración para derrocar a la reina niña Isabel II y es encarcelado junto a su amigo el poeta José de Espronceda para, más tarde, ser desterrado a Zaragoza y Sevilla. Después se consagra al periodismo, lo nombran gobernador de Lugo por un tiempo y disfruta de la vida diplomática en Atenas, donde fallece en 1846.

## Obra
Colaboró en El Siglo (1834) y en El Español (1838). Fundó El Labriego (1840). En 1845 escribe una Gramática de la lengua castellana para uso de las escuelas, obra didáctica e innovadora que se vale de sus amplios conocimientos en lenguas vivas. Como autor dramático, estrenó El astrólogo de Valladolid (1839), en cinco actos y en verso, sobre la ascensión al trono de Isabel y Fernando, los Reyes Católicos. Usa aquí el recurso dramático de la profecía que hace el judío Abiabar en el siglo XII, anticipando lo que ocurrirá a fines del siglo XV. Hay una visión exaltadora de Isabel. También compuso Los amores de 1790. Comedia histórica, 1837.  Pero su obra más conocida es la novela anticlerical El golpe en vago. Cuento de la decimaoctava centuria (1835), que, aunque localizada en el siglo XVIII, tiene poco de histórica y ataca fuertemente a la Compañía de Jesús. Los jesuitas, a quienes llama alquimistas, poseen un gran poder y es preciso descubrir sus maquinaciones; alaba la expulsión de los mismos en 1767 como una de las mejores medidas de gobierno que ha tomado la monarquía española en mucho tiempo. Sobre una débil trama amorosa, traza un vívido cuadro costumbrista de bandoleros, gitanas, señoritas y frailes. Es una de las primeras versiones españolas de la Andalucía típica, y algunos pasajes, como la corrida de toros y la función teatral, anticipan en eso a Fernán Caballero. También es el autor del prólogo a las Poesías (1840) de su amigo José de Espronceda. Él introdujo a José Zorrilla en el círculo del poeta extremeño. 
Tradujo el Macbeth de Shakespeare en 1838, El último día de un condenado a muerte de Víctor Hugo, los cuatro volúmenes de la Historia de la vida y viajes de Cristóbal Colón de Washington Irving, El paria, de Casimir Delavigne, y varios fragmentos de Otelo de Shakespeare en la revista El Pensamiento (1841). Su vida y obra han sido estudiados por Elías Torres Pintuelles.